# Desire, I Want to Turn Into You
Desire, I Want to Turn Into You è il quarto album in studio della cantautrice statunitense Caroline Polachek, pubblicato il 14 febbraio 2023.

## Tracce
1. Welcome to My Island – 3:53
2. Pretty in Possible – 3:36
3. Bunny Is a Rider – 3:17
4. Sunset – 2:43
5. Crude Drawing of an Angel – 3:28
6. I Believe – 4:07
7. Fly to You (feat. Grimes & Dido) – 4:05
8. Blood and Butter – 4:28
9. Hopedrunk Everasking – 3:19
10. Butterfly Net – 4:36
11. Smoke – 2:57
12. Billions – 4:56

Desire, I Want to Turn Into You - Everasking Edition
1. Dang – 2:44
2. Spring Is Coming with a Strawberry in the Mouth – 3:53
3. Butterfly Net (feat. Weyes Blood) – 5:33
4. Meanwhile – 1:28
5. Coma – 5:44
6. Gambler's Prayer – 3:47
7. Long Road Home (feat. Oneohtrix Point Never) – 3:44
8. I Believe (Acoustic Version) – 4:35

## Accoglienza
| Recensione | Giudizio |
| ---------- | -------- |
| AllMusic   |          |
| Clash      | 9/10     |
| NME        |          |

Desire, I Want to Turn Into You ha ottenuto recensioni positive da parte della critica specializzata. Sull'aggregatore di recensioni Metacritic, che assegna una valutazione in centesimi calcolando la media di recensioni professionali, l'album ha totalizzato un punteggio di 94 centesimi basato su diciannove giudizi professionali.

## Classifiche
| Classifica (2023) | Posizione massima |
| ----------------- | ----------------- |
| Belgio (Fiandre)  | 48                |
| Belgio (Vallonia) | 55                |
| Francia           | 197               |
| Germania          | 44                |
| Nuova Zelanda     | 31                |
| Paesi Bassi       | 35                |
| Regno Unito       | 23                |
| Spagna            | 67                |
| Stati Uniti       | 87                |
| Svizzera          | 25                |